# Alexandre Gavras
Pour les articles homonymes, voir Costa et Gavras.
Alexandre Gavras, né à Paris le 23 août 1969, est un producteur et réalisateur français.

## Biographie
Il est le fils du réalisateur Costa-Gavras et de la productrice Michèle Ray-Gavras, et le frère de Julie Gavras et de Romain Gavras.
Gavras étudie le cinéma à la New York University Tisch School Of The Arts. Son film de fin d’étude, The Plant, obtient les prix de meilleur film, mise en scène et comédiens au Festival du film d’étudiants de la New York University. De retour en France, il occupe tous les postes du plateau (caméra, déco, régie, machinerie, électricité...) et finit assistant réalisateur pour Jean Teulé, Liria Begeja et Tony Gatlif au cinéma, et David Fincher, Tarsem, Peter Smilie en publicité. Il réalise son premier court métrage, Tueur de petits poissons, qui cumule plus de cent sélections en festivals, cinquante récompenses et une nomination aux Césars.
Parallèlement à ses activités publicitaires et cinématographiques, Alexandre travaille avec la compagnie Oh Oui ! pour laquelle il crée des vidéos pour leurs spectacles qui ont été joués à la Filature de Mulhouse, aux Subsistances à Lyon, à L'Échangeur de Bagnolet, au Sylvia Monfort à Paris, à la fondation Cartier et au Performing Live Arts de New York. En 2013, il fait la création visuelle de Whistling Psyché de Julie Brochen avec Catherine Hiegel et Juliette Plumecoq-Mèche pour le Théâtre national de Strasbourg et le TGP de Saint-Denis.
En 2010, Alexandre réalise un film d'après La Cerisaie, mis en scène par Julie Brochen au Théâtre national de Strasbourg, et en 2012 il réitère avec Dom Juan, aussi mis en scène par Julie Brochen au Théâtre national de Strasbourg.
En 2012, il produit son premier court métrage : Avant que de tout perdre de Xavier Legrand. Le film a eu plus de cent sélections et soixante-dix prix en festival. Il a été nommé pour l’Oscar du meilleur court métrage et a obtenu le César du meilleur court métrage de fiction.
En 2016, il produit la série animée Blaise de Dimitri Planchon, pour ARTE.
En 2017, il produit le premier long métrage de Xavier Legrand, Jusqu'à la garde, qui fait suite à son court métrage Avant que de tout perdre. Le film a obtenu le Lion d’Argent de la meilleure réalisation à la Mostra de Venise, ainsi que le Lion Du Futur pour un premier film ainsi que le César du meilleur film 2019.

### Prises de position
Il co-signe en mai 2019, parmi 1 400 personnalités du monde de la culture, la tribune « Nous ne sommes pas dupes ! », publiée dans le journal Libération, pour soutenir le mouvement des Gilets jaunes et affirmant que « Les gilets jaunes, c'est nous ».

## Filmographie

### Assistant réalisateur
- 1993 : Latcho Drom de Tony Gatlif

### Réalisateur et scénariste
- 1991 : The Plant (moyen métrage)
- 1998 : Tueurs de petits poissons (court métrage)

### Producteur
- 2012 : Le Capital de Costa-Gavras (coproducteur)
- 2013 : Avant que de tout perdre de Xavier Legrand (court métrage)
- 2014 : Ecrire pour… la trentaine vue par des écrivains : Par acquit de conscience de Maxime Chattam (collection mini série tv)
- 2016 : Blaise créé par Dimitri Planchon (série tv d'animation)
- 2017 : Jusqu'à la garde de Xavier Legrand
- 2018 : Les Bonnes conditions de Julie Gavras (documentaire tv)
- 2019 : Adults in the Room de Costa-Gavras
- 2019 : Alice de Juliette Rose (court métrage)
- 2024 : Le Successeur de Xavier Legrand

### Animateur
- 2002 : Traitement de substitution n°4 de Kiki Picasso

### Acteur
- 1998 : Tueurs de petits poissons de lui-même (court métrage) : Jacques
- 2006 : La Faute à Fidel ! de Julie Gavras : le barbu "dînette"
- 2006 : Mon colonel de Laurent Herbiet : l'inspecteur Bayard
- 2012 : Le Capital de Costa-Gavras : Pierre
- 2012 : Paulette de Jérôme Enrico : l'employé Télécom
- 2013 : Avant que de tout perdre de Xavier Legrand (court métrage) : l'homme du parking
- 2018 : Le monde est à toi de Romain Gavras : le joueur turc
- 2021 : Les Intranquilles de Joachim Lafosse : Serge,le galeriste

## Distinctions
- 1991 : Meilleur film, réalisation, scénario et comédiens au Festival du film d'étudiants de la New York University, pour The Plant
- 1999 : Nommé pour le César du meilleur court métrage pour Tueurs de petits poissons[1]